# Землетрус у Республіці Бурятія (2020)
10 грудня 2020 року о 05:44:33 за місцевим часом (00:44:33 MSK, 21:44:33 UTC) жителі Іркутська та Республіки Бурятія відчули підземні поштовхи інтенсивністю 5-6 балів. Епіцентр землетрусу служба USGS зафіксувала на відстані 41 км на північ від села Кабанськ Республіки Бурятія, на місці цаганського землетрусу на глибині 17 кілометрів о 05:44:33 за місцевим часом магнітудою 5,4 (Mw). Другу хвилю (вважається пізнішим афтершоком) зафіксовано на відстані 32 км на південь від села Єланці Іркутської області на глибині 10 км о 22:20:01 за місцевим часом (17:20:01 MSK, 14:20:01 UTC) магнітудою 4,7 (Mw). Епіцентр землетрусу перебував у дельті Селенги в Кабанському районі Бурятії, інтенсивність становила 7,6 бала, магнітудау 5.4 (Mw), енергетичний клас 13.9. Через 5 хвилин після головного поштовху стався землетрус меншої енергії. Цей землетрус став найсильнішим для середини Байкалу від 1999 року.

## Історія
Землетрус 10 грудня 2020 стався поблизу затоки Провал, що утворилася при цаганському землетрусі 1862 року, інтенсивність струсів у епіцентрі якого становила 10 балів.
В Іркутську ввечері 10 грудня 2020 року стався черговий землетрус. Підземні поштовхи городяни відчули близько 22:20:01 за місцевим часом (17:20:01 MSK, 14:20:01 UTC) на глибині гіпоцентру — 10 км. Як повідомили в ГУ МНС Росії по Іркутській області, інтенсивність поштовхів склала 5-6 балів. За попередньою інформацією, епіцентр перебував у Кабанському районі Бурятії. Він був слабшим за ранковий, проте відчувався і на перших поверхах будівель.
За даними МНС Росії, на території Іркутської області руйнувань не було. Інформація про руйнування та жертви не надходила. Управління МНС повідомило, що епіцентр землетрусу містився в дельті річки Селенги за 16 кілометрів на північний захід від селища Дубініно. Поштовхи відчувалися в Кабанському, Прибайкальському, Іволгинському, Заіграєвському, Селенгинському, Тарбагатайському районах та Улан-Уде. Землетрус вважають найсильнішим у Республіці Бурятія на Байкалі від 1999 року.
В Іркутську за дорученням мера міста Руслана Болотова запроваджено режим підвищеної готовності. Чергові служби міста розпочали збір інформації про наслідки землетрусу. Вважають, що цей землетрус є рідкісним явищем, оскільки коливання відчувалися не вертикальні, а горизонтальні.
Іркутські регіональні ЗМІ повідомили 14 грудня, що в Ангарському музеї годинників після землетрусу запрацювали зразу два годинники, які до цього безуспішно намагалися відремонтувати і завести протягом кількох років: годинник «Ліхтар» із боєм і японський годинник кінця XIX — початку XX століття.

## Оцінки
Директор Байкальської філії Єдиної геофізичної служби РАН Олена Кобелєва назвала цей землетрус найсильнішим для середини Байкалу від 1999 року.